# Sint-Gillis-Obbrussel
Saint-Gilles (francès) o Sint-Gillis (neerlandès) és una de les 19 comunes de la Regió de Brussel·les-Capital. Limita amb les comunes de Brussel·les, Vorst, Ixelles i Anderlecht. És just al sud de Brussel·les. L'abril el 2006, tenia 46.519 habitants per una superfície de 2,51 km², amb uns 18 533 habitants/km². Es caracteritza notablement per una població força heterogènia des del punt de vista de l'origen cultural. Es nota per exemple la presència d'importants comunitats d'orígens estrangers: marroquins, polonesos, espanyols i portuguesos essencialment. El seu burgmestre és, des del 1985, Charles Picqué, que també ha estat ministre-president de la Regió brussel·lesa els períodes 1989-1999 i 2004-2013. Saint-Gilles és la ciutat on hi ha l'estació de Brussel·les Sud (Gare du Midi), una de les més importants de la capital i la seva terminal per al TGV.

## Burgmestres de Saint-Gilles
- 1861 - 1870: Jean-Toussaint Fonsny
- 1870 - 1872: ?
- 1872 - 1881: Jean-Toussaint Fonsny
- 1881 - 1920: ?
- 1920 - 1929: Antoine Bréart
- 1929 - 1929: Fernand Bernier
- 1929 - 1944: Arthur Diderich
- 1944 - 1947: Jules Hanses
- 1947 - 1952: Louis Coenen
- 1952 - 1957: Paul-Henri Spaak
- 1957 - 1973: Jacques Franck
- 1973 - 1980: Jacques Vranckx
- 1980 - 1985: Corneille Barca
- Des del 1985: Charles Picqué

## Fills predilectes
- Pierre Paulus (1881-1959), pintor expressionista belga del realisme social
- Egide Walschaerts (1820-1901), enginyer ferroviari i empresari